# NGC 3956
NGC 3956 (również PGC 37325 lub UGCA 251) – galaktyka spiralna z poprzeczką (SBc), znajdująca się w gwiazdozbiorze Pucharu. Została odkryta 10 marca 1785 roku przez Williama Herschela.
NGC 3956 należy do grupy galaktyk NGC 4038.